# Каршувка
Каршувка (пол. Karszówka) — село в Польщі, у гміні Гузд Радомського повіту Мазовецького воєводства.
Населення — 318 осіб (2011).
У 1975-1998 роках село належало до Радомського воєводства.

## Демографія
Демографічна структура станом на 31 березня 2011 року:
|          | Загалом | Допрацездатний вік | Працездатний вік | Постпрацездатний вік |
| -------- | ------- | ------------------ | ---------------- | -------------------- |
| Чоловіки | 145     | 40                 | 93               | 12                   |
| Жінки    | 173     | 51                 | 94               | 28                   |
| Разом    | 318     | 91                 | 187              | 40                   |